# Phodopus sungorus
Phodopus sungorus É uma espécie de hamster miomorfo da família cricétidas. Pertence ao Cazaquistão e ao sudoeste da Sibéria; subespécies não são reconhecidas.